# Zeze
Zeze is een nummer van de Amerikaanse rapper Kodak Black uit 2018, in samenwerking met de eveneens Amerikaanse rappers Travis Scott en  Offset. Het is de tweede single van Dying to Live, het tweede studioalbum van Kodak Black.
In "Zeze" scheppen de rappers op over hun luxe levensstijl. Het nummer werd in diverse landen een hit. In de Amerikaanse Billboard Hot 100 was het met een 2e positie zeer succesvol. Het Amerikaanse succes waaide niet over naar Nederland en Vlaanderen, in beide landen bereikte het namelijk de 2e positie in de Tipparade.